# Danishmenderna

Anatolien 1097.

Danishmenderna var en oghuzerturkisk dynasti som styrde i norra, centrala och östra Anatolien under 1000- och 1100-talet. Dynastin var ursprungligen centrerad runt Sivas, Tokat och Niksar i central-nordöstra Anatolien. Under en tid sträckte sig deras välde så långt västerut som Ankara och Kastamonu, och söderut till Malatya, som de erövrade år 1103. Under första delen av 1100-talet utgjorde danishmenderna ett hot mot Rumsultanatet, som kontrollerade en stor del av territorierna runt danishmendernas land, och de låg i omfattande strider med Korsfararna.